# منشآت قشرية
الهيكل الشبكي (Gridshell) هو هيكل يستمد قوته من انحناءه المزدوج.
يمكن أن تكون الشبكة مصنوعة من أي مادة، ولكن غالبًا ما تكون من الخشب (كما هي تعريشة الحديقة) أو الفولاذ.
كان المهندس الروسي فلاديمير شوخوف رائدًا في إنشاء الهياكل الشبكية في عام 1896 عندما صمم أجنحة المعرض الصناعي والفني الروسي عام 1896 في نيجني نوفغورود.
عادةً ما يتم إنشاء الهياكل الشبكية الخشبية ذات الامتداد الكبير عن طريق وضع العناصر الرئيسية على الأرض لتشكيل مثلا شبكة مربعة أو مستطيلة، ثم يتم تشويهها لاحقًا لتصبح بالانحناء المزدوج المطلوب. يمكن تحقيق ذلك من خلال رفع الشبكة من بعض النقاط الى ارتفاع معلوم، كما هو الحال في مانهايم مولهالي (Mannheim Multihalle). تم إنشاء مشاريع أحدث مثل قشرة حديقة سافيل (Savill Garden gridshell) من خلال وضع العناصر فوق هيكل سقالة مؤقت كبير الحجم ليتم إزالته على مراحل للسماح للعناصر بالاستقرار في الانحناء المطلوب.

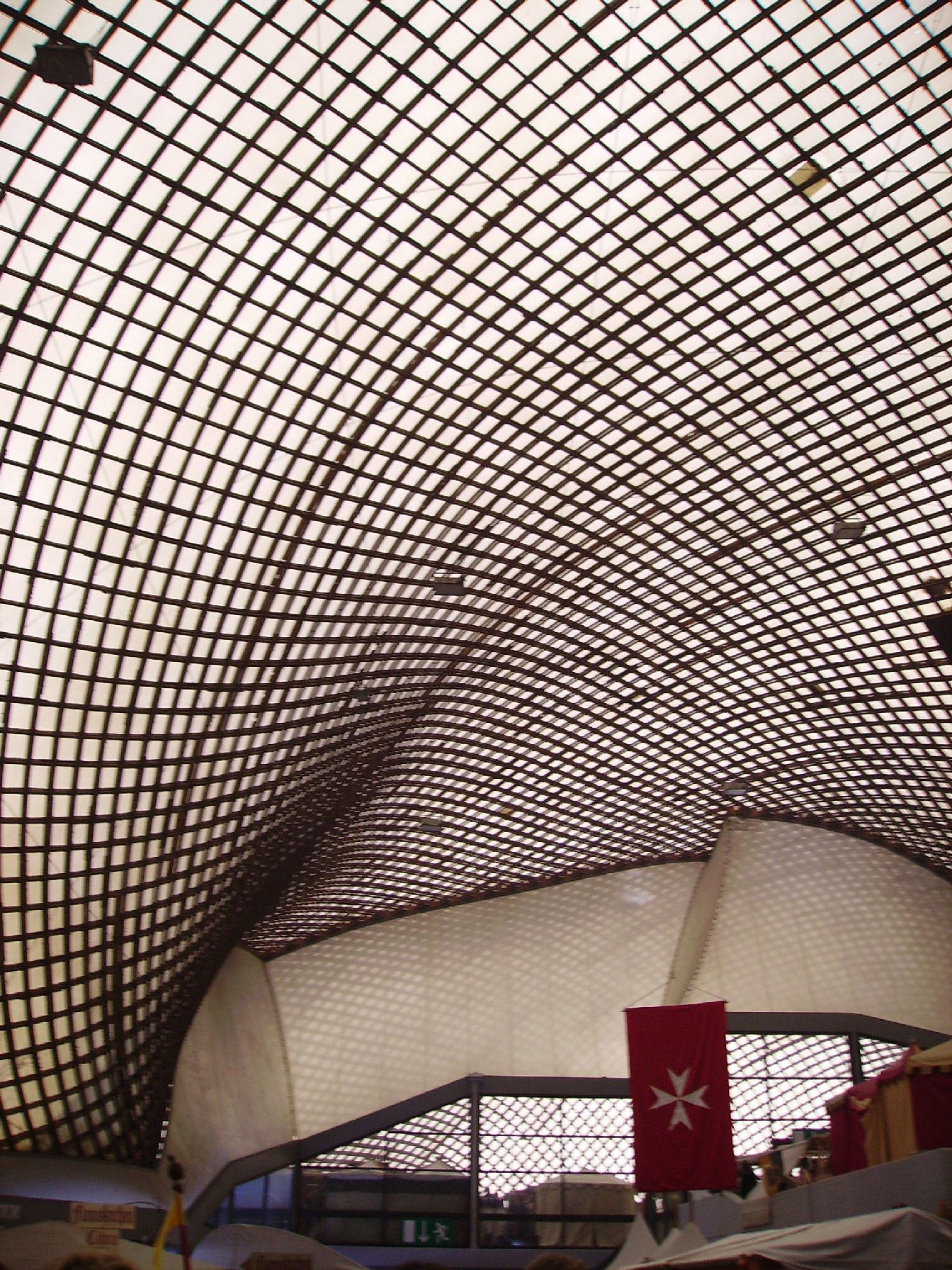
مانهايم مولهالي (Mannheim Multihalle)

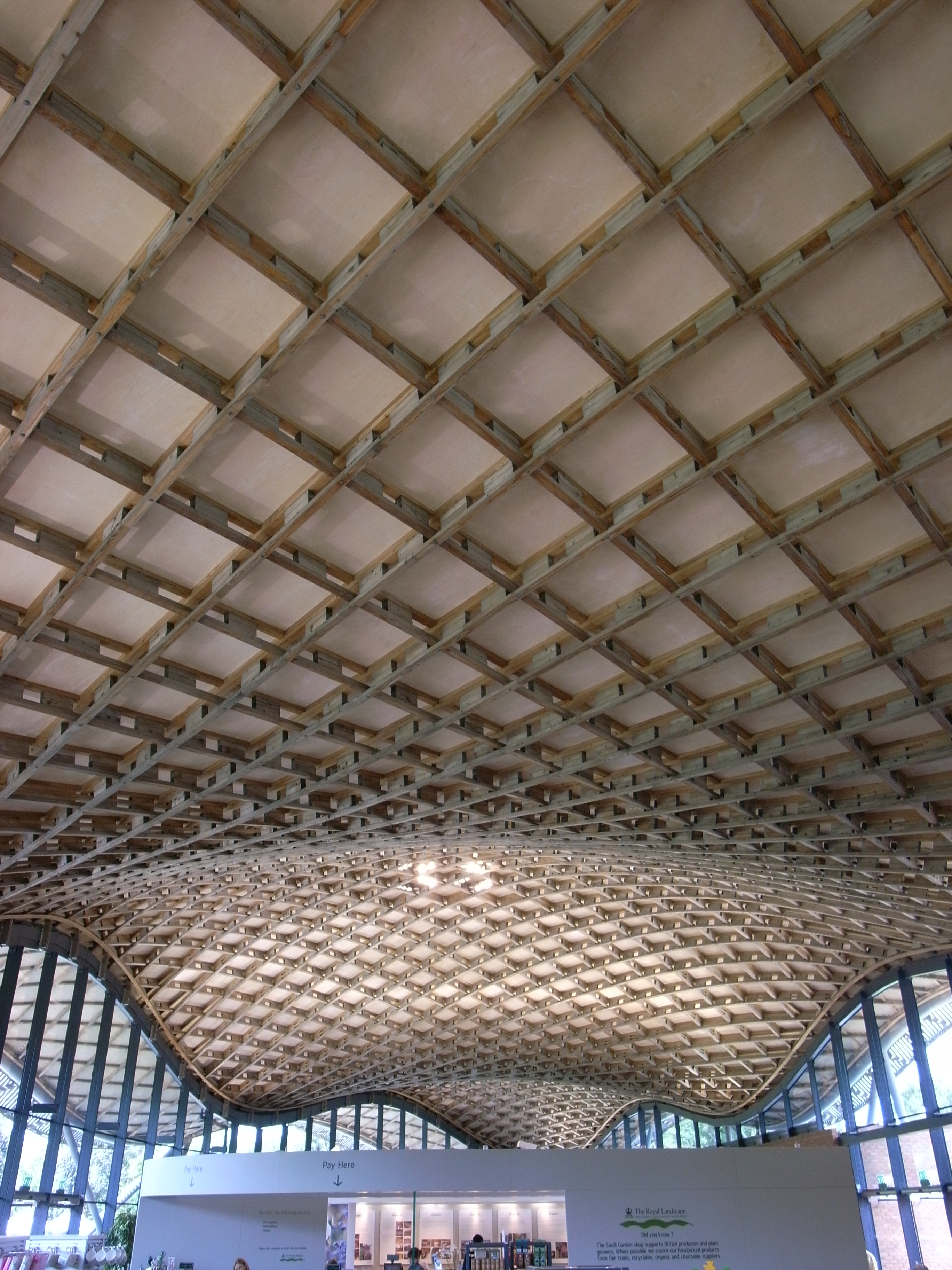
قشرة حديقة سافيل Savill Garden gridshell)